# Municipio de Lower Oxford
El municipio de Lower Oxford (en inglés: Lower Oxford Township) es un municipio ubicado en el condado de Chester en el estado estadounidense de Pensilvania. En el año 2000 tenía una población de 4319 habitantes y una densidad poblacional de 91,6 personas por km².

## Geografía
El municipio de Lower Oxford se encuentra ubicado en las coordenadas 39°48′27″N 75°58′16″O / 39.80750, -75.97111.

## Demografía
Según la Oficina del Censo en 2000 los ingresos medios por hogar en la localidad eran de $49 766 y los ingresos medios por familia eran de $51 809. Los hombres tenían unos ingresos medios de $39 205 frente a los $25 521 para las mujeres. La renta per cápita de la localidad era de $15 475. Alrededor del 10,4% de la población estaba por debajo del umbral de pobreza.